# Goh Cuma
Goh Cuma är ett berg i Indonesien.   Det ligger i provinsen Aceh, i den västra delen av landet, 1 900 km nordväst om huvudstaden Jakarta. Toppen på Goh Cuma är 684 meter över havet. Goh Cuma ligger på ön Pulau Breueh.
Terrängen runt Goh Cuma är varierad. Goh Cuma är den högsta punkten i trakten. 